# Олжабай (озеро, Северо-Казахстанская область)
Олжабай (Ольжибай; каз. Олжабай) — пересыхающее озеро в Есильском районе Северо-Казахстанской области Казахстана. Находится к западу от села Новоузенка.
По данным топографической съёмки 1940-х годов, площадь поверхности озера составляет 3,27 км². Наибольшая длина озера — 3,7 км, наибольшая ширина — 1,5 км. Длина береговой линии составляет 9,2 км, развитие береговой линии — 1,42. Озеро расположено на высоте 145,4 м над уровнем моря.